# Les Hauts de Forterre
Les Hauts de Forterre is een fusiegemeente (commune nouvelle) in het Franse departement Yonne (regio Bourgogne-Franche-Comté). De plaats maakt deel uit van het arrondissement Auxerre. Les Hauts de Forterre is op 1 januari 2017 ontstaan door de fusie van de gemeenten Fontenailles, Molesmes en Taingy. 
1. ↑  Populations de référence 2022.